# Oxacis trirossi
Oxacis trirossi är en skalbaggsart som beskrevs av Ross H. Arnett, Jr. 1964. Oxacis trirossi ingår i släktet Oxacis och familjen blombaggar. Inga underarter finns listade i Catalogue of Life.